# Дина тхантхи
«Дина тхантхи» (там. தினத்தந்தி — «Ежедневная почта»; Dina Thanthi, Daily Thanthi) — индийская ежедневная газета на тамильском языке. Основана С. П. Адитханаром в Мадурае в 1942 году.
«Дина тхантхи» публикуется в тринадцати городах штата Тамилнад, а также в Бангалоре, Мумбаи и Пондичерри. Кроме того, имеется издание в Дубае (ОАЭ).
По состоянию на вторую половину 2015 года «Дина тхантхи» является крупнейшей индийской ежедневной газетой на тамильском языке и занимает 9-е место среди всех ежедневных газет Индии по тиражу.